# 七姊妹 (石油企業聯盟)
七姊妹（The Seven Sisters，又稱國際大石油公司，The International Majors）指的是在标准石油於1906年被美國法院判決應分割成二十家公司之後，所形成的三家较大的石油公司與另外四家石油公司所組成的壟斷性企業聯盟，曾對世界石油市場影響甚巨。1950到1960年間，此聯盟曾大舉於中東鑽油，但1970年代之後，因為石油輸出國組織的成功，此聯盟走向解體。
七姊妹包括：
- 新泽西标准石油（美資），即后来的埃克森，现在的埃克森美孚；
- 壳牌公司（英荷合资）；
- 英国波斯石油公司（英資），即后来的英国石油公司（后来又与阿莫科合并，但依然叫英国石油）；
- 纽约标准石油（美資），即后来的美孚石油公司，之后与埃克森合并组成埃克森美孚；
- 德士古（美資），2001年被雪佛龍收購，合并成为雪佛龙德士古，后更名为雪佛龙；
- 加利福尼亚标准石油（美資），后来成为雪佛龙，现与德士古合并为雪佛龙德士古，后更名为雪佛龙；
- 海湾石油（美資），后成为雪佛龙的一部分；

到2020年，7家中还有4家继续营业，他们是埃克森美孚、壳牌、英国石油和雪佛龙。

## 相关主题
- 垄断
- 石油
- 托拉斯